# Galas del sábado
Galas del sábado fue un programa de variedades español estrenado en 1968 en TVE dirigido por Fernando García de la Vega y presentado por Joaquín Prat y Laura Valenzuela. Comenzó el 12 de octubre de 1968 con un programa especial dedicado al Día de la Hispanidad, duró dos temporadas y se despidió en 1970.

## Formato
Respondía al clásico formato de programa de entretenimiento y variedades, con especial atención a la canción y el humor, y contando con un cuerpo de baile propio. En el éxito del programa influyó la personalidad de la pareja de presentadores y la complicidad entre ellos que, ante la pantalla, lograron transmitir, lejos del estilo envarado imperante en la época.

## Invitados
Por el plató pasaron gran parte de los grandes cantantes nacionales (Karina, Marisol, Rosa Morena, Los Brincos, Los Payos, Los Bravos, Mocedades, Marifé de Triana, El Dúo Dinámico, Rocío Dúrcal, María Dolores Pradera, Antonio Molina, Lola Flores, Luis Aguilé, Miguel Ríos, Jaime Morey) e internacionales (Mina Mazzini, Iva Zanicchi, Mireille Mathieu, Lulu, Salvatore Adamo, Patty Pravo) y famosos humoristas como Tony Leblanc, Miguel Gila, Andrés Pajares o los Hermanos Calatrava, entre muchísimos otros, intercalando sus actuaciones musicales con diversos gags. Fue además el escenario del dúo humorístico que haría gran fortuna la siguiente década Tip y Coll.
En una de las emisiones se contó, además, con decorados diseñados por el célebre dibujante Antonio Mingote.

## Noches de Gala
El programa comenzó a grabarse el 12 de septiembre de 1993, en el cine Europa de Madrid (calle Bravo Murillo 160) , transformado en un plató.
El 2 de octubre de 1993, se estrenó en La 1 de TVE el programa Noches de gala Este programa en realidad fue una tercera temporada de 'Galas del sábado, tal y como se dijo durante la emisión del primer programa, si bien cambió el título original de los '60 al nuevo porque se emitiría los lunes y el genérico Noches de gala seria válido para cualquier día de emisión, en el caso de que la entonces emergente contraprogramación lo exigiera. Joaquín Prat repitió en las labores de presentación, pero Laura Valenzuela - que en aquel momento trabajaba para la cadena rival Telecinco - fue sustituida por Miriam Díaz-Aroca. Estuvo dirigido por Luis Sanz.
Para dar al telespectador la seguridad y la confirmación de que esta nueva emisión era una continuación de Galas del sábado, se repitió también el mismo decorado de veinte años antes y se mantuvo la esencia, el estilo y la forma de presentar de las anteriores temporadas.
Además, para dar más énfasis a esta continuación, además del despliegue publicitario en prensa, revistas y televisión anunciando el regreso de Galas del sábado, durante su primera emisión se emitió un reportaje sobre su anterior presentadora, Laura Valenzuela (sic) y se le dio la bienvenida a Miriam Díaz-Aroca como nueva presentadora.
El espacio no estuvo a la altura de las expectativas que se habían generado, con unos índices de audiencia que se situaban cerca de la mitad de su directo competidor VIP Noche. En noviembre de 1993 estuvo algunas semanas sin emitirse y, finalmente, en febrero de 1994 la pareja de presentadores fue remplazada por Paco Valladares y la cantante María Vidal, retrasando la emisión hasta las 23'30.
Entre los artistas y cómicos que desfilaron por el plató del programa, se incluyen los siguientes:
- Alejandra Guzmán
- Alejandro Sanz
- Amistades Peligrosas
- Ana Belén
- Angelo Branduardi
- Antonio Canales
- Antonio Carbonell
- Azúcar Moreno
- Bárbara Rey
- Belinda Carlisle
- Betty Missiego
- Bryan Ferry
- Carlos Acuña
- Carlos Vives
- Carmen Flores
- Carmen Linares
- Charo Reina
- Concha Márquez Piquer
- Conchita Bautista
- Dolores Abril
- Dyango
- El Consorcio
- El Fary
- Encarnita Polo
- Esperanza Roy
- Eternal
- Eva Santamaría
- Fedra Lorente
- Francisco
- Gemma Cuervo
- Gipsy Kings
- Gloria Estefan
- Godoy
- Gracia Montes
- Isabel Serrano
- Jeanette
- José Guardiola
- José Luis Perales
- José Manuel Soto
- Juan Luis Guerra
- Juanito Valderrama
- Karina
- La Década Prodigiosa
- Lola Flores
- Lolita Sevilla
- Los Calis
- Los Diablos
- Los H.H.
- Los Ronaldos
- Los Tres Sudamericanos
- Luis Aguilé
- Malevaje
- Marcos Llunas
- María Dolores Pradera
- María Kosty
- Marifé de Triana
- Marta Sánchez
- Massiel
- Michael Nyman
- Micky
- Miguel Gila
- Mikel Herzog
- Montserrat Caballé
- Natalie Cole
- Norma Duval
- OBK
- Paquita Rico
- Paco de Lucía
- Perlita de Huelva
- Phil Collins
- Pimpinela
- Platón
- Rafael Farina
- Richard Clayderman
- Roberto Carlos
- Roberto Santamaría
- Rosa Valenty
- Rosario Flores
- Rumba Tres
- Salomé
- Sandro Giacobbe
- Sara Montiel
- Serafín Zubiri
- Sergio Dalma
- Silvia Pantoja
- Simone
- Trío Los Panchos
- Víctor Manuel

## Esto es espectáculo
El éxito no acompañó a esta nueva andadura de Galas del sábado y una temporada más tarde, el 4 de noviembre de 1994, el espacio pasó a llamarse Esto es espectáculo presentado por Bárbara Rey acompañada de Ramón García en un primer momento y por Manuel Bandera desde enero de 1995 y en la segunda temporada, desde el 10 de noviembre de 1995, por Luis Lorenzo Crespo. Si bien la presentadora entendió necesario aclarar expresamente que Esto es espectáculo no sustituye a Noches de gala, pese a tener un formato muy similar, los programas compartían el mismo formato, decorado y estilo: humor y música, con especial preferencia hacia la canción española.
El programa, además de contar con el humor habitual de Pepe Viyuela, Manolo de Vega, Pedro Reyes y Félix El Gato, invitó, entre otros a los siguientes artistas:
- Alejandra Guzmán
- Alejandro Abad
- Alejandro Sanz
- Ana del Río
- Anabel Conde
- Anthony Blake
- Antonio Flores
- Antoñita Moreno
- Arévalo
- Aurora
- Azuquita
- Bambino
- Betty Missiego
- Bonnie Tyler
- Calaitos
- Camela
- Camino Real
- Carlos Cano
- Carmen Flores
- Carmen Romero
- Celia Cruz
- Chiquetete
- Christina Rosenvinge
- Cómplices
- Conchita Bautista
- Demis Roussos
- Dolores Abril
- Donato y Estéfano
- Donato y Estéfano
- Eduardo Palomo
- El Consorcio
- El Fary
- Eloy Arenas
- Enrique de Melchor
- Enrique del Pozo
- Enrique Guzmán
- Enrique Iglesias
- Enya
- Eternal
- Eva Santamaría
- Fedra Lorente
- Felipe Campuzano
- Francisco
- Garibaldi
- Gerardo Núñez
- Gloria Lasso
- Gracia Montes
- Greta y los Garbo
- Jenny Llada
- Joaquín Sabina
- José Guardiola
- José Luis Perales
- José Meneses
- José Vélez
- Juan Bau
- Juan Pardo
- Juanito Valderrama
- Kelly Family
- Ketama
- La Charanga Habanera
- La Chunga
- La Década Prodigiosa
- La Guardia
- La Niña de la Puebla
- La Orquesta Mondragón
- Laura Pausini
- Lilián de Celis
- Lolita Flores
- Lolita Sevilla
- Lorenzo González
- Lorenzo Santamaría
- Los Chichos
- Los Chunguitos
- Los del Río
- Los Ronaldos
- Los Ronaldos
- Los Tres Sudamericanos
- Lucía Méndez
- Lucrecia
- Lucrecia
- Luis Aguilé
- Macarena del Río
- Manolo Escobar
- Manolo Vieira
- Manzanita
- Marco Masini
- Mari Trini
- María del Monte
- María José Santiago
- Marián Conde
- Marianico el Corto
- Marianico el Corto
- Marifé de Triana
- Marlène Mourreau
- Marta Sánchez
- Marujita Díaz
- Mayte Martín
- Medina Azahara
- Mercedes Ferrer
- Michael Bolton
- Miguel Bosé
- Miguel Gila
- Mikel Herzog
- Mísia
- Nana Mouskouri
- Nati Mistral
- Nicola di Bari
- Nina Agustí
- Niña Pastori
- Norma Duval
- Ocarina
- Olga Ramos
- Pablo Abraira
- Paco Aguilar
- Paco de Lucía
- Paquita la del Barrio
- Paquita Rico
- Parrita
- Pastora Soler
- Pedro Guerra
- Pedro Reyes
- Percy Sledge
- Perlita de Huelva
- Presuntos Implicados
- Rafael Farina
- Raphael
- Raphael
- Raúl Di Blasio
- Rita Pavone
- Rosa Valenty
- Sally O'Neil
- Salvatore Adamo
- Sandro Giacobbe
- Sara Montiel
- Sara Sanders
- Serafín Zubiri
- Sergio Dalma
- The Kelly Family
- Tijeritas
- Tina Turner
- Tom Jones
- Tonino
- Vicente Amigo